# Циганка (Тома Здравковић)
Циганка је сингл Томе Здравковића из 1968. године.